# شهرک شهید رجایی (داراب)
شهرک شهید رجایی، روستایی در دهستان فورگ بخش فورگ شهرستان داراب در استان فارس ایران است.

## جمعیت
بر پایه سرشماری عمومی نفوس و مسکن در سال ۱۳۹۵، جمعیت این روستا برابر با ۳۵۰ نفر (۹۷ خانوار) بوده است.